# ليان بلابان
ليان بلابان هي عارضة وممثلة كندية، ولدت في 24 يونيو 1980 في كندا.

## أعمال

### أفلام
- (2008) بالتأكيد، ربما[5]
- (2012) مهووس[6][7]

## وصلات خارجية
- ليان بلابان على موقع IMDb (الإنجليزية)
- ليان بلابان على موقع ألو سيني (الفرنسية)
- ليان بلابان على موقع أول موفي (الإنجليزية)
- ليان بلابان على موقع قاعدة بيانات الأفلام السويدية (السويدية)
- ليان بلابان على موقع إن إن دي بي (الإنجليزية)
- ليان بلابان على موقع قاعدة بيانات الفيلم (الإنجليزية)
- ليان بلابان على موقع كينوبويسك (الروسية)